# My Body (Hadise)
My Body is een Engelstalige single van de Turks-Belgische zangeres Hadise uit 2008.
De single bevatte daarnaast nog een 'remix' van het lied.
Het liedje verscheen op haar titelloze album uit 2008.

## Meewerkende artiesten
Producer: 
- Yves Gaillard

Artiest:
- Hadise Açıkgöz (zang)